# Grasglucke

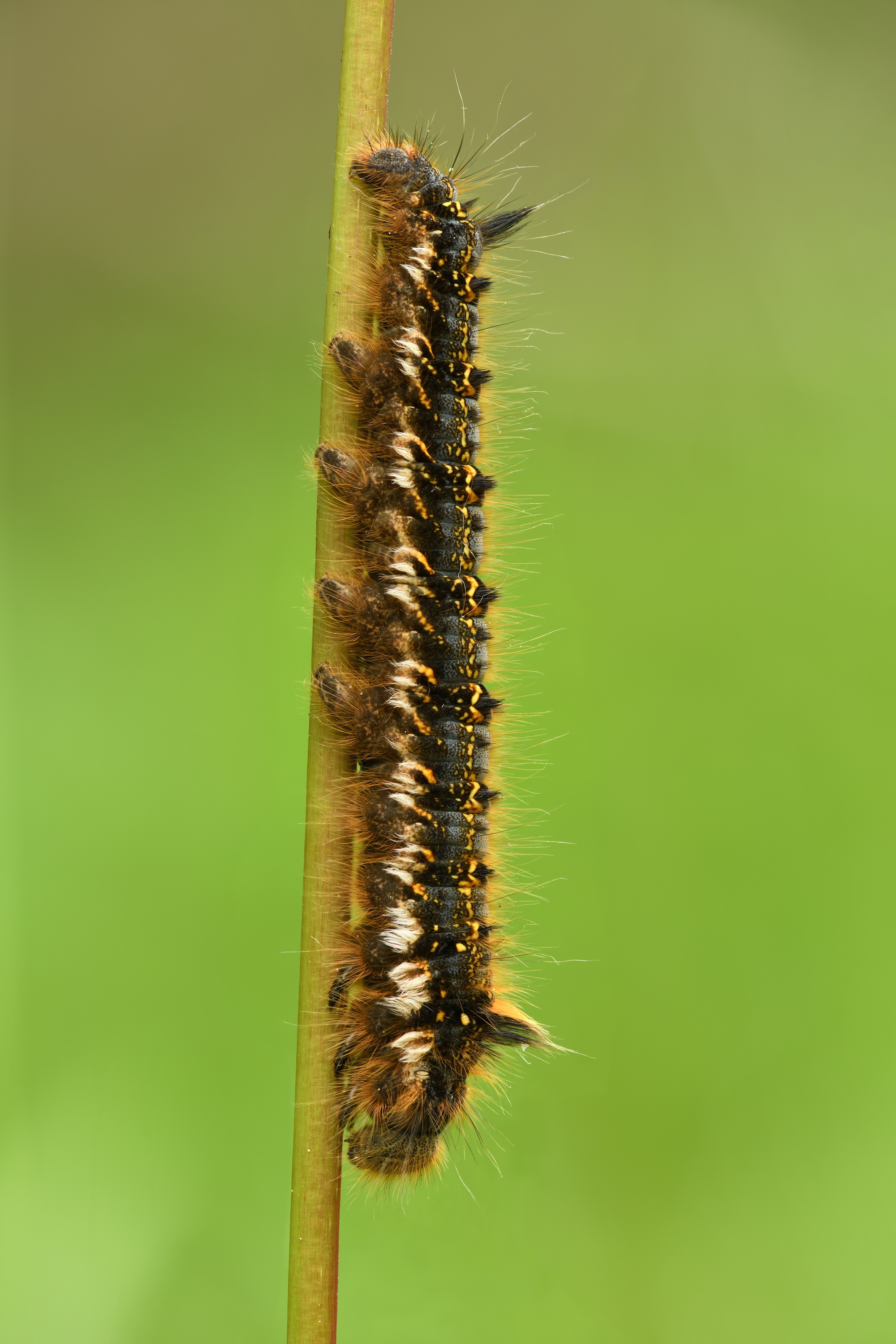
Erwachsene Raupe der Grasglucke

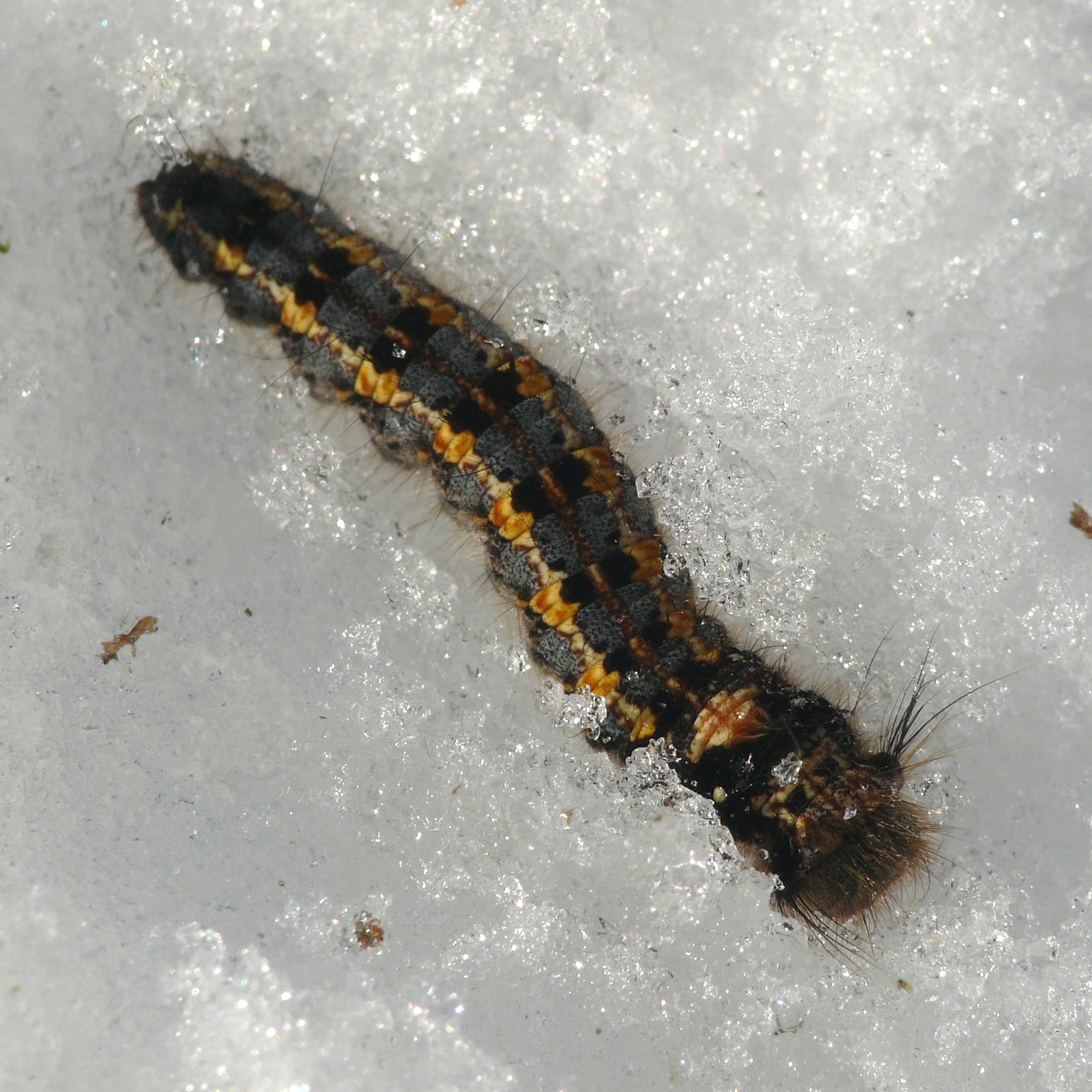
Überwinternde Raupe der Grasglucke

Die Grasglucke oder Trinkerin (Euthrix potatoria) ist ein Schmetterling (Nachtfalter) aus der Familie der Glucken (Lasiocampidae).

## Merkmale
Die Falter erreichen eine Flügelspannweite von 40 bis 65 Millimetern. Sie haben eine ockergelbe bis dunkel rotbraune Flügelgrundfärbung, wobei die Männchen meist dunkler als die Weibchen sind und manchmal auch einen violetten Schimmer haben können. Auf den Vorderflügeln verlaufen etwa bei den Flügeldritteln zwei dunkelbraune schräge Linien, wobei die vordere fast gerade ist. Zwischen der hinteren deutlich schrägen Linie und dem distalen Flügelrand verläuft genau in der Mitte eine dunkelbraune Zackenbinde, die aber meist nur schwach angedeutet ist. In der Mitte des Vorderflügels nahe dem Flügelvorderrand befinden sich ein größerer und ein kleiner weißer Fleck, die gelegentlich braun gekernt sind.
Die Raupen werden ca. 75 Millimeter lang und sind mit ihrer bunten Färbung unverwechselbar. Sie haben eine dunkelgraue, je nach Alter ins bläuliche gehende Grundfärbung. Links und rechts des Rückens verläuft ein Band gelber bis oranger Flecken. Neben ihnen entspringen kurze, dichte, schwarze Haarbüschel. An den Seiten nach unten hin wachsen dichte, weiße Haarbüschel, die paarweise oder dreifach angeordnet sind. Die Raupen sind ansonsten größtenteils mit langen, rostbraunen Haaren bedeckt, zusätzlich haben sie am Rücken des dritten Segmentes einen orangeroten und am vorletzten Segment einen schwarzen, sich deutlich abhebenden, langen Haarbüschel. Ihre braunen Haare brechen bei Berührung ab und bleiben in der menschlichen Haut stecken.

### Ähnliche Arten
- Pflaumenglucke (Odonestis pruni)

## Vorkommen
Die Tiere leben sowohl in lichten Wäldern als auch im Röhricht, auf Moorwiesen und in anderen Feuchtgebieten. Sie sind in Mitteleuropa häufig, aber an manchen Orten in ihren Populationen deutlich rückläufig. Ihr Verbreitungsgebiet erstreckt sich auf ganz Europa, ohne den hohen Norden und den Mittelmeerraum und reicht östlich bis nach Japan.

## Lebensweise

### Flug- und Raupenzeiten
Die nachtaktiven Falter (die Weibchen sind dämmerungsaktiv) fliegen von Ende Juni bis Mitte August, die Raupen findet man von September bis in den Juni des nächsten Jahres.

### Nahrung der Raupen
Die Raupen ernähren sich von verschiedenen Süßgräsern, wie z. B. von Schilfrohr (Phragmites australis), Rohrglanzgras (Phalaris arundinacea) und Pfeifengras (Molinia caerulea). Manchmal fressen sie auch Sauergräser.

## Entwicklung
Die Weibchen legen ihre ovalen, abgeflachten, grünlichen Eier, die graugrün und weiß gemustert sind, einzeln oder in Häufchen auf Gräsern ab. Die Raupen sind ebenfalls nachtaktiv, sitzen aber auch tagsüber oben auf den Gräsern. Sie nehmen regelmäßig Wassertropfen zu sich, weswegen die Falter auch Trinkerinnen genannt werden. Im dritten Stadium (L3) überwintern die Tiere, auf Gräsern sitzend. Im nächsten Frühjahr fressen sie bis Mai und verpuppen sich dann in einem pergamentartigen Kokon, der mit Borsten bedeckt ist, an Grashalmen hängend.